# 2043
2043 (MMXLIII) será un año normal comenzado en jueves en el calendario gregoriano. Será también el número 2043 anno Dómini o de la designación de Era Cristiana, además del cuadragésimo tercero del Siglo XXI y del tercer milenio. También será el tercero de la quinta década del Siglo XXI y el cuarto del decenio de los Años 2040. Será designado como:
- El Año del Cerdo, según el horóscopo chino.

## Acontecimientos
- Londres cumplirá su segundo milenio de haber sido fundada, Circa 43 d. C. por los romanos con el nombre de Londinium.

### Septiembre
- 2 de septiembre: Las obras de J.R.R. Tolkien podrían pasar a ser de Dominio público.

- Datos: Q49917
- Multimedia: 2043 / Q49917